# Andra världen

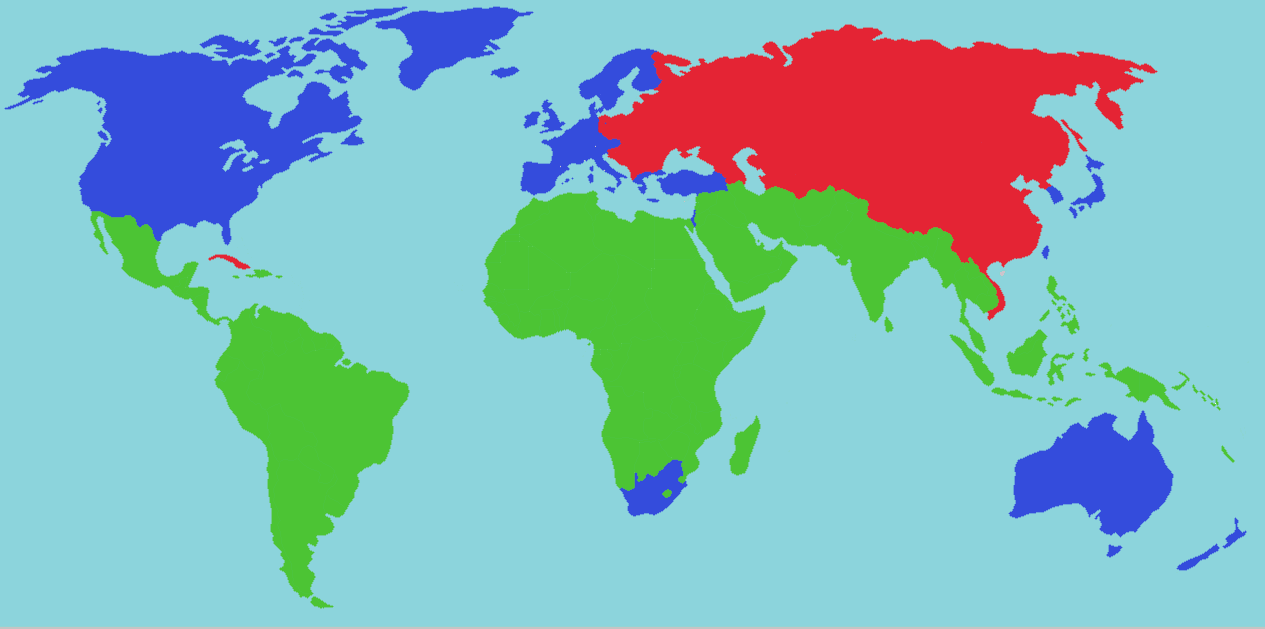
Blåmarkerade länder är första världen, rödmarkerade andra världen och grönmarkerade tredje världen.

Andra världen var en politisk term som brukade användas under det kalla kriget. Andra världen omfattade världens kommunistiska länder, däribland Sovjetunionen, Kina och Kuba.
Begreppen första, andra och tredje världen myntades 1952 av den franska demografen Alfred Sauvy i en artikel i L'Observateur. Syftet med artikeln var huvudsakligen att klassificera de länder som inte på ett enkelt sätt kunde placeras in i varken Västeuropa- och USA-blocket eller det kommunistiska blocket.
I anslutning till Mao Zedongs analys i artikeln "Teorin om de tre världarna" betecknade officiell kinesisk utrikespolitik sedan 1974 med "första världen" de två supermakterna USA och Sovjetunionen, medan "andra världen" avsåg övriga industrialiserade länder.[källa behövs]